# Thorshøj
Thorshøj es un pueblo danés incluido dentro del municipio de Frederikshavn, en la región de Jutlandia Septentrional.

## Historia
La localidad surgió alrededor junto a una industria lechera que se levantó a pocos km de Østervrå, en la carretera que se dirige de esta población hasta la costera Sæby. La iglesia más cercana se situaba en Torslev a 2 km de distancia.
En 1931 quedó conectada al ferrocarril con estación propia dentro de la línea Hjørring – Hørby. En ese año contaba con quince casas y siete comercios o artesanos. Para 1953, cuando fue clausurada la línea de tren, su población había aumentado hasta ocupar 60 viviendas.

## Geografía
Thorshøj se sitúa en la parte oriental de la isla Vendsyssel-Thy. Las localidades vecinas son las siguientes:
| Noroeste: Morild  | Norte: Lendum     | Noreste: Hørbylund |
| Oeste: Østervrå   |                   | Este: Hørby        |
| Suroeste: Brønden | Sur: Flauenskjold | Sureste: Dybvad    |

Su territorio es mayormente plano con suaves colinas. Dos ríos fluyen cerca de la población: Hørby al este así como Voers y el arroyo Volsted – afluente del anterior – por el sur. El uso principal del terreno es la agricultura la cual es explotada mediante buen número de granjas situadas en el campo. La presencia de bosques es minoritaria y estos se localizan junto al citado río Voers y los arroyos que fluyen hacia él. 

## Comunicaciones

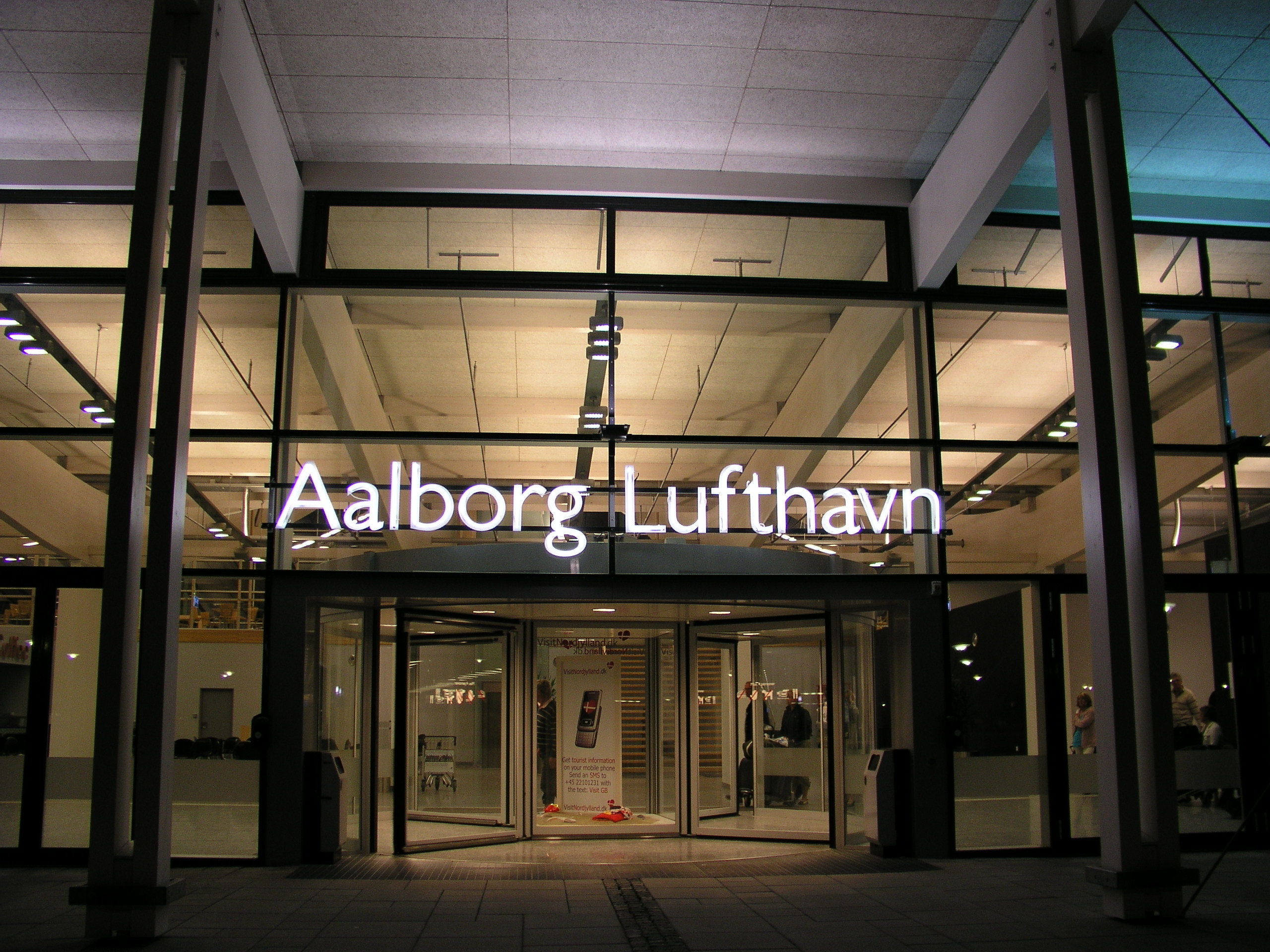
El aeropuerto de Aalborg es el más cercano a la localidad.

Por Thorshøj no pasa ninguna autopista (motorvej) ni carretera nacional (motortrafikvej). La carretera regional (landevej) n.º 553 transita de este a oeste y atraviesa el casco urbano, mientras  que la n.º 585 lo hace por el norte. Desde la población parten las carreteras locales Lendumvej hacia el norte y Tryvej hacia el sur.
En la localidad tienen parada las siguientes líneas de autobús:
| Líneas de autobuses con parada en Thorshøj |                                                           |
| Número                                     | Recorrido                                                 |
| 77                                         | Frederikshavn – Hale Mølle – Østervrå – Brønderslev       |
| 78                                         | Sæby – Østervrå – Hjørring – Sindal – Bindslev – Tversted |
| 419                                        | Østervrå – Thorshøj – Try – Torslev                       |

No cuenta con conexión ferroviaria. Las estaciones más próximas se encuentran a 20 km en Frederikshavn y a 20 km en Brønderslev.
El aeropuerto más cercano es el aeropuerto de Aalborg situado a 49 km de distancia por carretera.

## Demografía
| Población de Thorshøj entre 2010 y 2017 |
|                                         |
| Fuente: Statistics Denmark.             |

A 1 de enero de 2017 vivían en la localidad 288 personas de las que 147 eran hombres y 141 mujeres. Thorshøj está integrado dentro del municipio de Frederikshavn y supone el 0,5% del total de sus habitantes. La densidad de población en este municipio era de 93 hab/km² inferior a la del total de Dinamarca que se sitúa en 133 hab/km².
En cuanto al nivel educativo, el 28 % de la población dentro del municipio de Frederikshavn, entre 25 y 64, años tenía formación primaria y secundaria; el 49 % formación profesional y el 23 % formación superior.

## Economía y servicios

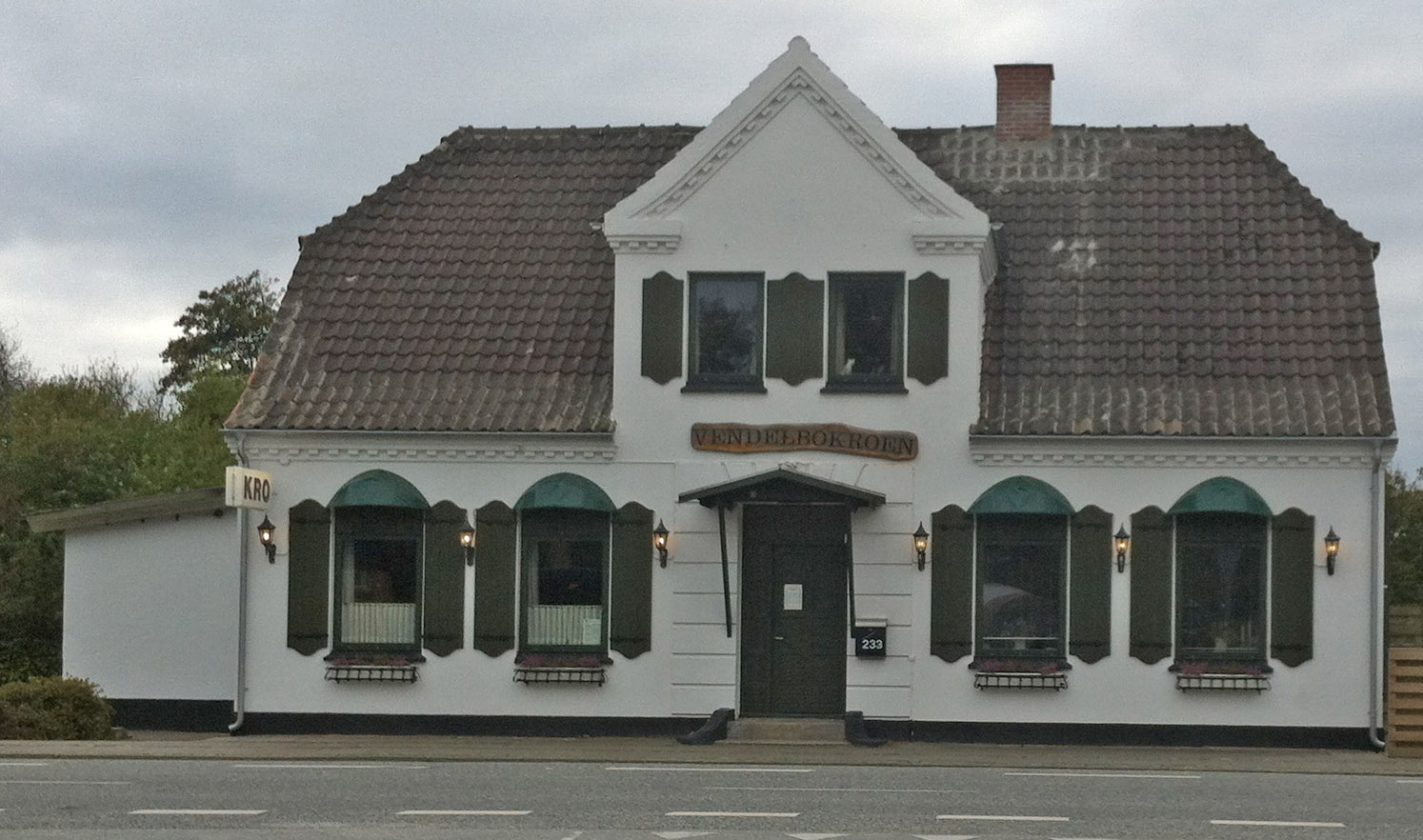
El restaurante Vendelbrokroen en Thorshøj.

Los ingresos medios por familia dentro del municipio de Frederikshavn se situaban a finales de 2015 en 228 545 Kr (30 626 Eur) anuales. Estos eran ligeramente superiores a los ingresos medios a nivel regional (224 324 Kr) aunque un 5 % inferiores al nivel nacional (241 339 Kr). El nivel de desempleo era del 5 % para final de 2016. Superior al total regional (4,6 %) y nacional (4,2 %). El sector servicios absorbía la mayor parte del empleo superando el 70 % de los puestos de trabajo.
No existen comercios o establecimientos industriales en Thorshøj y los más cercanos se encuentran en Østervrå situada a 4 km de distancia. Sí hay, en cambio, un antiguo restaurante típico danés situado en la carretera que atraviesa el casco urbano. Su economía está centrada en una agricultura dedicada mayoritariamente al cereal y la ganadería estabulada, la cual es explotada mediante granjas aisladas.

## Educación y deportes
La localidad cuenta con una guardería y escuela infantil hasta los 10 años. Igualmente, dispone de dos campos exteriores de hierba para la práctica del fútbol.

## Turismo
La oferta turística de Thorshøj está centrada en su entorno natural, en concreto, el senderismo. La localidad es punto de paso de la ruta de senderismo y peregrinación  denominada Hærvejen que discurre entre Frederikshavn y Padborg. Esta, además, es uno de los Caminos de Santiago que provienen del ámbito nórdico. Para alojar a los que recorren la ruta –senderistas y peregrinos– existe un albergue habilitado en la antigua escuela.